# 刘辽
刘辽（1928年—2016年4月27日），字子复，男，祖籍湖南湘潭，生于辽宁沈阳，中国引力与相对论天体物理学家，北京师范大学教授，曾任中国物理学会理事。